# Alexander Dallin
Alexander Dallin (* 21. Mai 1924 in Berlin; † 22. Juli 2000 in Stanford (Kalifornien)) war ein amerikanischer Historiker und Direktor des Center for Russian and East European Studies an der Stanford University.

## Leben
Alexander Dallin war ein Sohn des aus der Sowjetunion geflohenen Schriftstellers David J. Dallin und der Eugenia Bein. In der Zeit des Nationalsozialismus floh die Familie 1940 zunächst nach Frankreich, dann in die USA. Von 1941 bis 1947 studierte er am City College of New York. Sein Studium wurde 1943 bis 1946 durch den Dienst bei der militärischen Abwehr der US-Armee unterbrochen. 1948 erwarb Dallin an der Columbia University den akademischen Grad des Master of Arts und promovierte dort 1953 zum Ph.D.  Ende der 1940er Jahre nahm er an einem von der Harvard University organisierten und der US Air Force unterstützten Interview-Projekt zur Befragung politischer Flüchtlinge aus Osteuropa, hauptsächlich der UdSSR, teil. In den 1950er Jahren arbeitete er am Russian Research Center der Harvard University und erhielt 1956 eine Professur am Russian Institute der Columbia University.
1957 erschien Dallins grundlegende Studie über die deutsche Besatzung in der UdSSR „German Rule in Russia“, für die er den Wolfson Prize for History erhielt. Auf Deutsch erschien sie ab 1958 in mehreren Auflagen unter dem Titel „Deutsche Herrschaft  in Rußland“ im Droste- und Athenäum-Verlag. 1971 wurde Dallin als Raymond A. Spruance Professor of International History an die Stanford University  berufen und war bis zu seiner Emeritierung Direktor des Center for Russian and East European Studies der Universität.

## Schriften
- German Rule in Russia 1941–1945. A Study of Occupation Policies. St Martin’s Press, New York 1957.
  - Deutsche Herrschaft in Russland 1941–1945. Eine Studie über Besatzungspolitik. Aus dem Amerikanischen von Wilhelm [Pferdekamp] und Modeste Pferdekamp. Droste Verlag, Düsseldorf 1958. Unveränderte Neuauflage: Athenäum, Königstein im Taunus 1981, ISBN 3-7610-7242-2.
- The Future of Poland. In: Russian Diplomacy and Eastern Europe 1914–1917. Russian Institute Occasional Papers, Columbia University, New York City. King’s Crown Press, New York 1963.
- Sowjetunion und Vereinte Nationen. Aus dem Englischen von Winfried Scharlau. Wissenschaft und Politik, Köln 1965.
- Detente as Soviet Grand Strategy: Its Domestic Roots. Friedrich-Ebert-Stiftung Symposium, Bonn 1984.
- Odessa, 1941–1944. A Case Study of Soviet Territory under Foreign Rule. Center for Romanian Studies, Iaşi, Oxford, Portland 1998, ISBN 973-98391-1-8.

als Herausgeber:
- mit einer Einführung des Herausgebers: Between Totalitarianism and Pluralism. Garland, New York, London 1992, ISBN 0-8153-0566-4.
- mit einer Einführung des Herausgebers: Political Parties in Russia. International and Area Studies No. 88. University of California, Berkeley 1993, ISBN 0-87725-188-6.
- mit Gail W. Lapidus: The Soviet System. From Crisis to Collapse. 2. Auflage. Westview Press, Boulder, San Francisco, Oxford 1995, ISBN 0-8133-1876-9.